# رومن ویل
شهر رومن ویل (به فرانسوی: Romainville) در شهرستان سن-سن-دنی در ناحیه ایل-دو-فرانس با جمعیت ۲۵٬۱۹۹ نفر در کشور فرانسه واقع شده‌است